# Pitești
Piteşti er hovedstad af distriktet Argeş i Rumænien.
I 60erne blev byen et vigtigt centrum for rumæniens bilindustri. Der er to universiteter. Piteşti er desuden kendt for dens ţuică, en slags rumænsk brændevin fremstillet af blommer.
Tre af landets premierministre blev født i Piteşti: Ion C. Brătianu, Armand Călinescu og Ion Antonescu.
- Wikimedia Commons har flere filer relateret til Pitești

44°52′N 24°53′Ø / 44.87°N 24.88°Ø